# Roberta Gilchrist

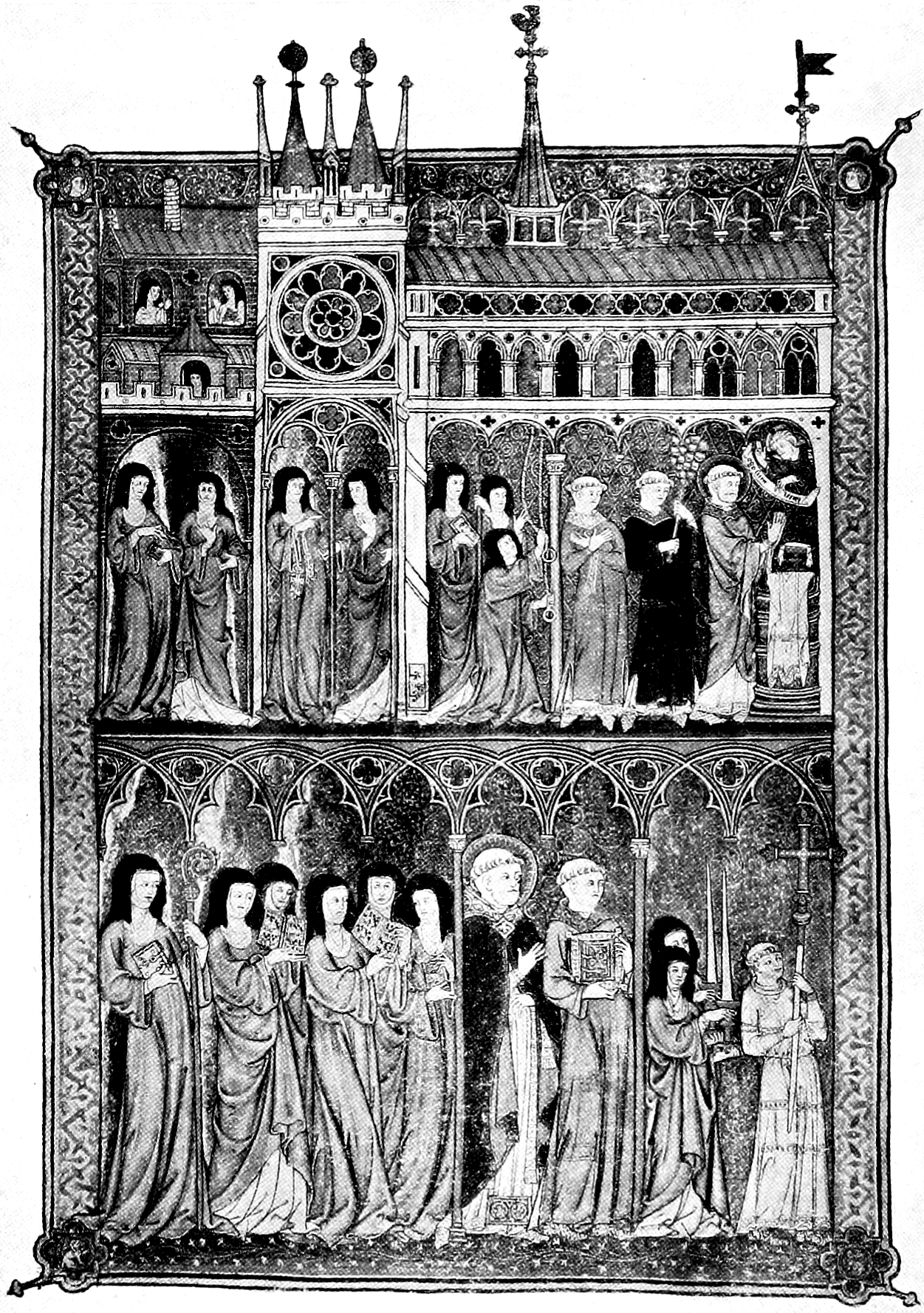
Roberta Gilchrist a notamment étudié les moniales au prisme de l'archéologie du genre (ici représentées dans un manuscrit des - British Library Yates Thompson MS.11).

Roberta Lynn Gilchrist, née le 28 juin 1965 au Canada, est une archéologue et médiéviste canadienne dont la carrière universitaire s'est déroulée au Royaume-Uni. Elle est professeur d'archéologie et doyenne de la recherche à l'université de Reading.

## Formation
Elle nait le 28 juin 1965 au Canada, et déménage au Royaume-Uni en 1982 pour étudier l'archéologie à l'université de York. Elle obtient un baccalauréat ès arts (BA) en 1986 puis un doctorat en philosophie (DPhil) en 1990. Sa thèse de doctorat s'intitule « L'archéologie de la piété féminine : genre, idéologie et culture matérielle dans l'Angleterre médiévale tardive (vers 1050-1550) ».

## Carrière académique
Roberta Gilchrist commence sa carrière universitaire en 1990, en devenant lectrice à l'université d'East Anglia à Norwich. En 1996, elle rejoint l'université de Reading au poste de professeur d'archéologie. Elle était auparavant directrice de l’École d’archéologie, de géographie et de sciences de l’environnement. Depuis 2015, elle est doyenne de la recherche sur le patrimoine et la créativité.
En plus de son travail universitaire, elle a occupé plusieurs postes. De 1993 à 2005, elle est archéologue consultante auprès de la cathédrale de Norwich,. De 1997 à 2006, elle est rédactrice en chef de la revue académique World Archaeology. De 2004 à 2007 elle est présidente de la Society for Medieval Archaeology (en) de 2004 à 2007.
Elle est spécialiste d'archéologie médiévale au Royaume-Uni, particulièrement dans les domaines de la religion et de l'archéologie du genre.
Roberta Gilchrist est membre de l'Antiquity Trust, qui soutient la publication de la revue d'archéologie Antiquity.

## Honneurs
En 2002, Roberta Gilchrist est élue membre de la Society of Antiquaries of London (FSA) puis, en 2008, membre de la British Academy (FBA). Toujours en 2008, elle a remporté le prix Martyn Jope de la Society for Medieval Archaeology (en) pour « la meilleure interprétation nouvelle, la meilleure application d'une méthode analytique ou la meilleure présentation de nouveaux résultats » publiée dans le volume annuel de la revue Medieval Archaeology (en),.
En février 2016, elle remporte le prix « Archéologue de l'année » lors des Archaeology Awards (en) qui sont votés par le public et récompensent les personnes qui ont apporté des contributions exceptionnelles à l'archéologie. En 2018, elle est élue membre honoraire du Jesus College de Cambridge.